# Jacek Osadowski
Jacek Osadowski  (ur. 4 maja 1941, zm. 26 stycznia 2025) – polski scenograf filmowy i telewizyjny, dekorator wnętrz. 

## Życiorys
Studiował na wydziale architektury. Członek Polskiej Akademii Filmowej. Trzykrotnie nominowany do Orłów w kategorii najlepsza scenografia (za filmy Tam i z powrotem, Kochankowie z Marony, Miasto z morza). 

## Filmografia
- 1978 - Pejzaż horyzontalny
- 1981 - Białe tango
- 1983 - Alternatywy 4
- 1984 - 5 dni z życia emeryta
- 1984 - Siedem życzeń
- 1985 - Kacperek
- 1986 - Big Bang
- 1986 - Kurs na lewo
- 1987 - Sala nr 6
- 1987 - Śmieciarz
- 1988 - Królewskie sny
- 1990 - Kamienna tajemnica
- 1991 - Odjazd
- 1993 - Żywot człowieka rozbrojonego
- 1994 - Spółka rodzinna (1994 - 1995)
- 1994 - Zawrócony
- 1995 - Nic śmiesznego
- 1995 - Odjazd
- 1997 - Boża podszewka
- 1997 - Bride of war
- 1997 - Kiler
- 1998 - Wszystkie pieniądze świata
- 1999 - Jak narkotyk
- 2000 - Plebania (2000 - 2001)
- 2001 - Tam i z powrotem
- 2001 - Where Eskimos live
- 2005 - Kochankowie z Marony
- 2006 - Dwie strony medalu (2006 - 2007)
- 2009 - Miasto z morza
- 2011 - Rodzinka.pl (2011 - 2016)
- 2012 - Ja to mam szczęście!
- 2013 - Boscy w sieci